# كولت إم 1877

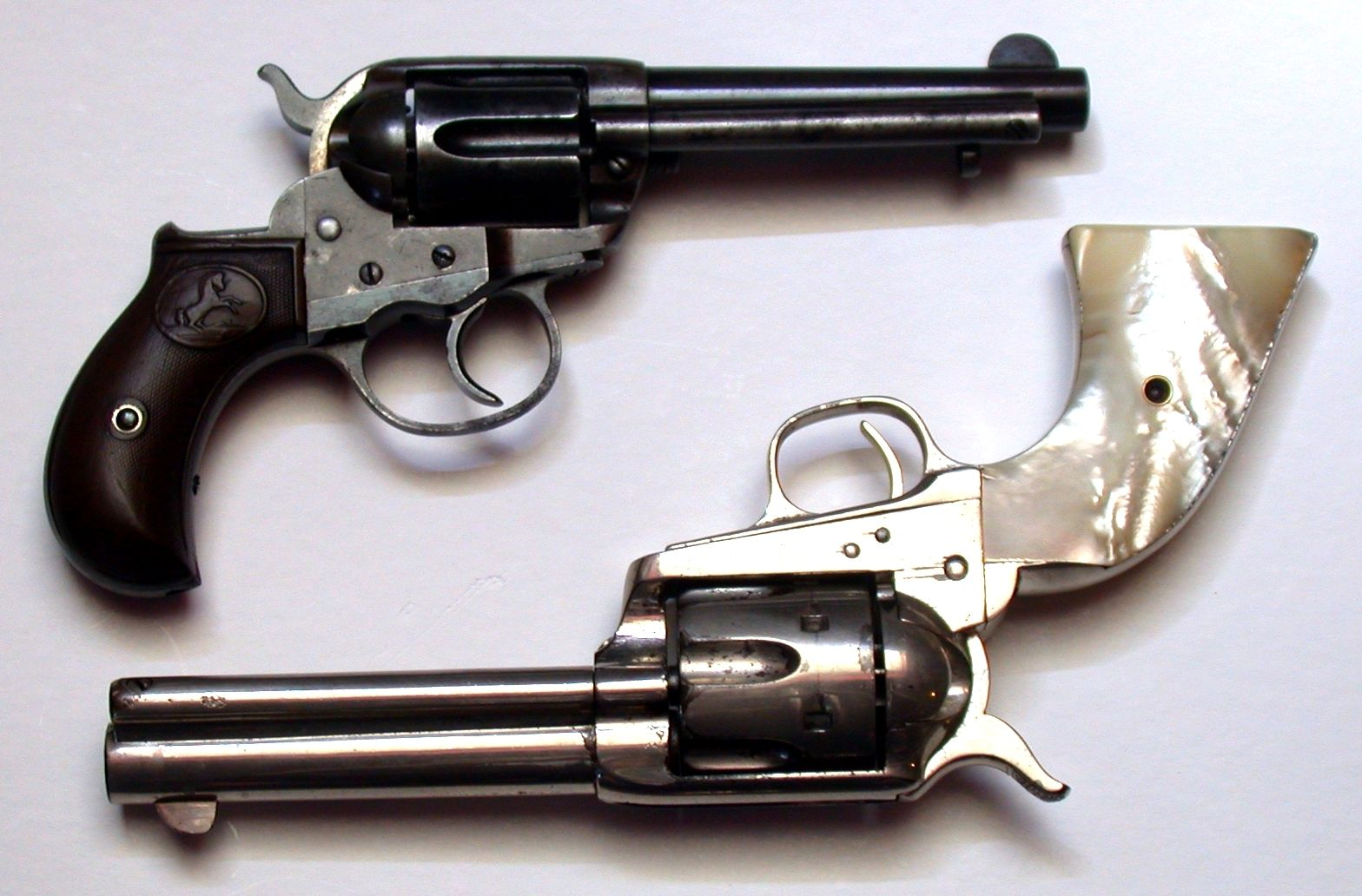
كولت "الرعد" مع القاذف (أعلاه) ، مقارنة بجيش كولت أحادي الحركة (أدناه).

## التاريخ
تم تصميم إم 1877 من قبل أحد مخترعين ويليام ماسون (مخترع)، كمحاولة كولت الأولى لتصنيع مسدس مزدوج الفعل. كان M1877 أول مسدس خرطوشة مزدوج الفعل ناجح أمريكي الصنع.
تم تقديم M1877 من المصنع في تشطيبات أساسية: مطلية بالنيكل وإطار مقوى مع أسطوانة زرقاء واسطوانة. كان المسدس متاحًا في أطوال البرميل من 2.5 ″ إلى 7.5 ″ وكان متاحًا مع أو بدون قضيب القاذف والمبيت. تم تسويق الإصدارات القصيرة الأقصر بدون قضيب القاذف على أنها «عروض خاصة لأصحاب المتاجر».
لم يكن «البرق» ولا «الرعد» من تعيينات كولت، ولم يستخدمه المصنع في أي مواد مرجعية. صاغ كلا البندين من قبل بنجامين كيتريدج، أحد كبار موزعي كولت. كان Kittredge مسؤولاً عن مصطلحات «صانع السلام» لجيش العمل المنفرد، و«القاهر» للعمل المزدوج Colt M1878 (المعروف غالبًا باسم نموذج "Frontier")، والألقاب للغرف المختلفة لنماذج New Line.
أثبتت آلية الحركة المزدوجة المبكرة M1877 أنها معقدة وحساسة، وبالتالي عرضة للكسر. اشتهر التصميم بالفشل وحصل على لقب «صانع السلاح المفضل». بسبب التصميم المعقد وصعوبة الإصلاح، يكره صانع السلاح حتى يومنا هذا العمل عليهم. وقد أشارت إليها شركة Gun Digest بأنها «أسوأ آلية إطلاق مزدوجة الفعل على الإطلاق». عادة، سيفشل زناد الزناد وهذا سيقلل المسدس إلى حريق واحد فقط. ظاهريًا، يُظهر طراز 1877 تشابهًا مذهلاً مع مسدس كولت أحادي الحركة، لكنه تم تقليصه قليلاً وأرق بكثير في البعد. تم طمس التشطيبات القياسية، بإطار ملون أو طلاء بالنيكل. كانت قبضة رأس الطائر من خشب الورد متقلب على البنادق المبكرة والمطاط الصلب على غالبية بنادق الإنتاج اللاحقة.
كان «البرق» هو السلاح الشخصي المفضل لدى المحقق الفيكتوري الشهير في مانشستر (المملكة المتحدة) ثم رئيس إدارة التحقيقات الجنائية، جيروم كامينادا. وكثيرا ما استخدم جون ويسلي هاردين الخارج عن القانون القديم كلا من نسختين "Lightning" و"Thunderer" من مسدس كولت 1877. وبالمثل كان عام 1877 "Thunderer" في عيار 41 هو السلاح المفضل لبيلي الطفل وكان سلاحه المفضل عندما قتل على يد بات غاريت في عام 1881. كان دوك هوليداي معروفًا أيضًا بحمل رعد كولت مطلي بالنيكل في حزامه كمسدس مصاحب إلى كولت مطلي بالنيكل عام 1873. كان لكل منهما قبضة من العاج أو اللؤلؤ.

## روابط خارجية
- مسدس كولت في الغرب الأمريكي - نموذج 1877 Lightning. TheAutry.org